# هوارد بیچ (کویینز)
هوارد بیچ (به انگلیسی: Howard Beach) یک منطقهٔ مسکونی در ایالات متحده آمریکا است که در کویینز واقع شده‌است.
هوارد بیچ در منطقه کویینز ۱۰ واقع شده‌است و کد پستی آن ۱۱۴۱۴ است. این منطقه در حوزه استحفاظی اداره پلیس ۱۰۶ شهر نیویورک قرار دارد. از نظر سیاسی، هوارد بیچ در ناحیه ۳۲ شورای شهر نیویورک می‌باشد.

## جمعیت
هوارد بیچ ۲۶٬۱۴۸ نفر جمعیت دارد.